# Windows Phone
Windows Phone  var ett operativsystem för mobila tillämpningar utvecklat av Microsoft som kom efter deras plattform Windows Mobile., och som las ned 2017. Till skillnad från sin föregångare var Windows Phone primärt riktad mot konsumentmarknaden. Det lanserades 2010. Med  Windows Phone erbjöd Microsoft ett  operativsystem som var direkt integrerat med företagets andra tjänster och med tredjepartsprodukter och ett nytt användargränssnitt med designspråket Metro.

## Historia

### Utveckling
Arbetet med en större uppdatering av Windows Mobile kan ha börjat så tidigt som 2004, under kodnamnet ”Photon”, men framskred långsamt och projektet blev till slut avbrutet.
Under 2008 omorganiserade Microsoft Windows Mobile-gruppen och började arbeta med ett nytt mobilt operativsystem. Produkten skulle släppas under 2009 som Windows Phone, men ett flertal förseningar av Windows Phone ledde till att Microsoft istället först utvecklade och släppte Windows Mobile 6.5.
Windows Phone utvecklades snabbt. Ett resultat av detta var att det inte gick att köra Windows Mobile applikationer. 

### Namngivning
Namnet Windows Phone blev ett varumärkesbyte från Microsofts tidigare mobila operativsystem, Windows Mobile. Före det officiella tillkännagivandet av Windows Phone började Microsoft kalla telefoner som använde sig av Windows Mobile för ”Windows Phones”. Microsoft presenterade först sin nya plattform som ”Windows Phone Series”, vilket i början fick kritik för att vara för långt och svårt att säga.
Som ett svar på detta tillkännagav Microsoft den 2 april 2010 att  ordet ”Series” togs bort från namnet. Därmed blev plattformens namn ”Windows Phone”.

### Lansering
I februari 2010 släppte Microsoft ett pressmeddelande som listade de mjuk- och hårdvarubolag som skulle komma att hjälpa dem att skapa och driva tjänster kring Windows Phone. 
Microsoft presenterade Window Phone 7 den 15 februari 2010 på Mobile World Congress i Barcelona och avslöjade fler detaljer om plattformen på MIX 2010 den 15 mars samma år. Plattformens slutliga SDK presenterades den 16 september 2010. 
HP beslutade senare att inte bygga produkter för Windows Phone och istället bygga produkter för sitt nyligen inköpta WebOS.
Windows Phone stödde fem språk: engelska, franska, italienska, tyska och spanska. Windows Phone Marketplace tillät handel av appar i 17 olika länder och regioner: Australien, Österrike, Belgien, Kanada, Frankrike, Tyskland, Hong Kong, Indien, Irland, Italien, Mexiko, Nya Zeeland, Singapore, Spanien, Schweiz, Puerto Rico, England och USA. 
Den 11 oktober 2010 presenterade Microsofts CEO Steve Ballmer 10 olika produkter som körde Windows Phone. Dessa var tillverkade av HTC, Dell, Samsung och LG och försäljningsstarten var den 21 oktober 2010 i Europa och Australien samt den 8 november 2010 i USA. Produkterna fanns tillgängliga hos 60 återförsäljare i 30 länder.

### Samarbetet med Nokia
Den 11 februari 2011 hade Microsofts VD Steve Ballmer och Nokias VD Stephen Elop en presskonferens i London där de tillkännagav ett samarbete mellan företagen som innebar att Windows Phone skulle bli det primära operativsystemet för Nokias smartphones.   Presskonferensen fokuserade mestadels på att man skulle skapa ”ett nytt globalt mobilt ekosystem” och man antydde konkurrens med Android och iOS utan att nämna dessa genom att säga att ”It is now a three horse race”. Integreringen av Microsofts tjänster med Nokias egna  tjänster tillkännagavs och specifikt sade man att Bing skulle användas för sökningen på Nokias produkter, att Nokia Maps skulle integreras med Bing Maps samt att Nokias marknad för applikationer skulle komma att integreras med Windows Phone Marketplace. 
Samarbetet involverade utbyte av pengar för royaltyn, marknadsföring och annonsförsäljningsinkomster, Microsoft tillkännagav senare att det handlade om summor ”mätta i miljarder dollar”.
Den första modellen med Windows Phone som Nokia lanserade var Nokia Lumia 800 den 26 oktober 2011 i London. Några minuter senare lanserades även en enklare (och billigare) variant vid namn Nokia Lumia 710. Tidigt i januari 2012 vid CES-mässan i USA lanserades den tredje modellen vid namn Nokia Lumia 900. Samtliga av de tre första enheterna fick Windows Phone 5 som operativsystem.

## Funktionalitet

### Användargränssnitt
Windows Phone hade ett helt nytt användargränssnitt, baserat designsystemet  Metro.  Skrivbordet eller startsidan är uppbyggt av så kallade ”levande paneler” (engelska: "Live Tile"). Panelerna är länkar till applikationer, funktioner och individuella objekt (så som kontakter, webbsidor, applikationer eller mediafiler). Användare kan addera, flytta runt eller ta bort paneler. Panelerna är dynamiska och uppdateras i realtid, till exempel så kan en panel för ett mejlkonto visa antalet olästa meddelanden medan en annan panel visar realtidsuppdateringar av vädret.
Ett flertal tjänster i Windows Phone är organiserade i ”nav” (engelska: "hubs"), dessa kombinerar lokala objekt med innehåll från internet via integreringen med populära sociala medier som Facebook, Windows Live och Twitter. Till exempel finns ett bildnav, som både visar foton tagna med mobilens kamera och användarens fotoalbum från Facebook. Det finns även ett nav för kontakter som visar alla användarens kontakter aggregerade från flera källor så som Windows Live, Facebook och Gmail. Från navet kan användaren direkt kommentera eller ”gilla” uppdateringar i dennes sociala nätverk. Andra inbyggda nav är Musik och videos (som integrerar med Zune), Spel (som integrerar med Xbox Live), Windows Phone Marketplace och Microsoft Office.
Windows Phone använder teknologi för multi-touch. Standardgränssnittet för Windows Phone har ett mörkt tema som förlänger batteritiden på OLED-skärmar, detta då helt svarta pixlar inte avger något ljus. Användaren kan byta till ett ljusare tema, och kan även välja mellan ett flertal kontrastfärger.  Gränssnittselement så som paneler visas i användarens valda kontrastfärg. Tredjepartsapplikationer kan även bli automatiskt färgade i dessa färger. 

### Textinmatning
Användaren matar in text genom att använda ett virtuellt tangentbord på skärmen, detta har en särskild tangent för att skriva emoticons och funktionalitet för stavningskontroll och ordförslag.  Användaren kan byta ett ord efter att det skrivit genom att peka på ordet , vilket framkallar en lista på liknande ord att välja mellan. Genom att trycka på och hålla in vissa tangenter framkallas andra liknande tecken. Tangenterna är något större och längre ifrån varandra när telefonen är i liggande läge. Operativsystemet kan även hantera telefoner gjorda med ett hårdvarutangentbord för inmatning av text. 

### Webbläsare
Med Windows Phone medföljer en version av Internet Explorer Mobile med en renderingsmotor som ligger ”mitt mellan IE7 och IE8”. 
Internet Explorer på Windows Phone låter användaren skapa en lista av favoritwebbsidor och Tiles som länkar till webbsidor direkt på startskärmen. Webbläsaren stöder upp till sex tabbar och alla kan laddas parallellt. 
Andra funktioner är kommandon via multi-touch, ett slimmat gränssnitt, animationer vid in- och utzoomningar, möjligheten att spara ner bilder från webbsidor, delning av webbsidor via mail och support för sökningar som låter användaren söka på ett ord eller en fras på en webbsida genom att skriva det.  Microsoft har meddelat att de har planer på att regelbundet och separat från det övriga systemet uppdatera webbläsaren i Windows Phone och dess layoutmotor.
I en demo har Microsoft visat att användare ska kunna strömma video från Youtube via webbläsaren. Genom att klicka på en video på Youtubes mobila hemsida startas en video i en fristående applikation samtidigt som videon adderas till Musik och videos-navet.
En framtida version av Internet Explorer Mobile, som är baserad på Internet Explorer 9 är även under utveckling för Windows Phone OS. Denna webbläsare kommer inkludera bättre stöd för HTML, CSS och JavaScript samt bättre prestanda.

### Multimedia
Zune för Windows Phone är en applikation som ger tillgång till underhållning och möjlighet att synkronisera telefon och PC.  Multimedia i Windows Phone är uppdelat i två olika hubbar, en för musik och video samt en för bilder. Båda har liknande utseende och funktionalitet som Zune HD.
Navet Musik + videos används för att spela upp musik, video och poddsändningar. Den ger också tillgång till Zune Marketplace där användaren kan köpa eller hyra musik samt få information om och bilder på olika artister. I den här hubben finns även ”Smart DJ” som kan ge förslag på ny musik som liknar den som finns lagrad lokalt på telefonen.
Hubben ”Pictures hub” visar användarens bilder från fotoalbum på Facebook och Windows live, samt bilder tagna med telefonens kamera. Användaren kan också tagga och ladda upp bilder till sociala nätverk samt kommentera foton online direkt via hubben. Med hjälp av multi-touch kan användaren zooma in och ut ur bilder.

### Spel
I "Xbox Live" kan användaren skapa och interagera med en egen avatar. Via navet kan användaren även se poäng och scoreboards samt skicka meddelanden till kontakter på Xbox Live och Spotlight.  Spel med flera spelare är tillgängliga, dessa är dock baserade på turbyten.  Microsoft presenterade över 50 spel till Windows Phone vid Gamescom som använder sig av Xbox Live på mobila enheter.  För  tillfället erbjuder Xbox Live för Windows Phone inga spel med multiplayer i realtid men det är något som är planerat att släppas i framtiden. 

### Sök
Microsoft har uttalade hårdvarukrav som anger att alla Windows Phone-telefoner ska ha en särskild sökknapp på telefonens framsida som används för olika funktionaliteter.   Om användaren trycker på sökknappen när en applikation är öppen så kan användaren söka inom applikationen, detta förutsätter dock att applikationen är byggd med denna funktionalitet. Till exempel kan användaren söka efter specifika kontakter genom att trycka på sökknappen i navet Kontakter. 
I andra fall kan sökknappen användas för att söka efter hemsidor, nyheter och positioner på kartor genom att använda applikationen Bing. 
Windows Phone har även en funktion för röstigenkänning, skapad i samarbete med TellMe, som låter användaren göra sökningar via Bing, ringa upp kontakter eller starta upp applikationer med hjälp av röstkommandon. Denna funktionalitet aktieras genom att telefonens startknapp hålls in.
Bing är den söktjänst som används som standard på Windows Phone telefoner, detta då det är starkt integrerat med operativsystemets funktioner. Dock har Microsoft uppgett att andra söktjänster kan användas. 

### Synkronisering
Zune används för att hantera innehåll på telefoner med Windows Phone och operativsystemet kan synkronisera mot Zune trådlöst. Via Zune finns även åtkomst till Zune Marketplace där användaren kan köpa musik, videos och applikationer till Windows Phone. Musik och videofiler lagras både lokalt på datorn och på telefonen medan applikationer endast lagras på telefonen även om de köpts via Zune på en PC. Zune kan även användas för att uppdatera alla telefoner med Windows Phone. Zune  finns inte tillgängligt för Mac OS  men Microsoft har släppt en Windows Phone Connector som möjliggör synkronisering mellan Windows Phone och iTunes för Mac samt iPhoto. 

### Annonsering
Microsoft har även släppt en marknadsföringsplattform för Windows Phone. Microsofts chef för enheten Strategy and Business Development, Kostas Mallios, sade att Windows Phone kommer att vara en ”ad-serving machine” som skickar ut marknadsföring och varumärkesrelaterad information till användaren. Plattformen visar marknadsföring i närheten av applikationer och små informationsrutor med uppdaterade marknadsföringsmeddelanden.  
Mallios menade även att ”ni kan nu skicka ut information som marknadsförare, och hålla kontakten med er kund. Det är en dynamisk relation som skapas och det erbjuder en ständigt pågående dialog med kunden."

## Marketplace
Windows Phone Marketplace används för att digital distribuera musik, video, podcasts och tredjepartsapplikationer till telefonen. Marketplace tillhandahålls genom användning av Zune på PC eller via ett specifikt nav för Marketplace på mobilen. Dock är videos och podcasts ej tillgängliga via navet utan måste laddas ner och synkroniseras via Zune. 
Marketplace sköts av Microsoft, som även handhar en process för godkännande av vad som släpps. 

### Musik och video
Zune Marketplace erbjuder tio miljoner låtar i upp till 320 kbit/s i DRM-fritt MP3format från de fyra stora bolagen EMI, Warner, Sony BMG och Universal likväl som från mindre skivbolag. Det finns även filmer från Paramount Pictures, Universal Studios, Warner Brothers med flera samt tv-serier. Microsoft erbjuder även Zune Pass, en tjänst för prenumeration på musik som låter prenumeranten ladda ner en obegränsad mängd musik så länge deras prenumeration är aktiv.

### Applikationer och spel

#### Utveckling
Tredjepartsapplikationer och spel för Windows Phone måste baeras på Microsoft XNA eller en WP7-specifik version av Silverlight only. För utveckling och testning av applikationer för Windows Phone i Visual Studio 2010 samt Visual Studio 2010 Express erbjuder Microsoft Windows Phone Developer Tools som ett tillägg. Windows Phone Developer Tools går endast att köra med Windows Vista SP2 eller senare. Windows XP och Windows Server 2003 stöds ej. Microsoft erbjuder även gratis Expression Blend för Windows Phone.

#### Delning
Registrerade utvecklare för Windows Phone och Xbox Live kan ladda upp och hantera sina tredjepartsapplikationer för plattformarna via webbapplikationen ”App Hub”  Applikationen tillhandahåller utvecklingsverktyg och support för utvecklare av tredjepartsapplikationer. Uppladdade applikationer genomgår en godkännandeprocess för att verifieras och valideras och kolla att applikationens kvalitet uppnår de krav som satts av Microsoft. Priset för applikationer som blivit godkända sätts av utvecklaren, men Microsoft tar 30 % av inkomsterna och resterande 70 % går till utvecklaren. 
Microsoft betalar endast ut pengar till utvecklaren om de uppnått ett visst bestämt försäljningsmål, och drar 30 % skatt på inkomsten för icke-amerikanska utvecklare, om de inte först registrerat sig vid United States Government’s Internal Revenue Service. Microsoft betalar endast utvecklare från 30 utvalda länder.
För att få en application att synas på Windows Phone Marketplace så måste applikationen först skickas in till Microsoft för godkännande. Microsoft har satt upp regler för innehåll some j tillåts i applikationer, detta inkluderar innehåll som kan räknas som sexuellt.

## Hårdvara

### Hårdvarukrav
Microsoft har uttryckt att de har ”hårda men rättvisa” hårdvarukrav gentemot tillverkare.
Alla telefoner med Windows Phone måste minst uppfylla följande krav:
| Minimum Windows Phone device requirements                                                    |
| -------------------------------------------------------------------------------------------- |
| Kapacitiv touch-skärm, 4-punkts multi-touchskärm med WVGA-upplösning (480 x 800 pixlar)      |
| ARM v7 "Cortex/Scorpion" – Snapdragon QSD8X50, MSM7X30, och MSM8X55                          |
| DirectX 9 renderingskapabel GPU                                                              |
| 256 MB RAM samt minst 8 GB flashminne                                                        |
| Accelerometer med kompass, ljussensor, avståndssensor, GPS, och Gyroskop                     |
| 5-megapixelkamera med LED-blixt                                                              |
| FM-radio                                                                                     |
| Sju (7) specialknappar: bakåt, Start, sök, 2-stegskamera, power/sleep och volym upp och ner. |

### Enheter

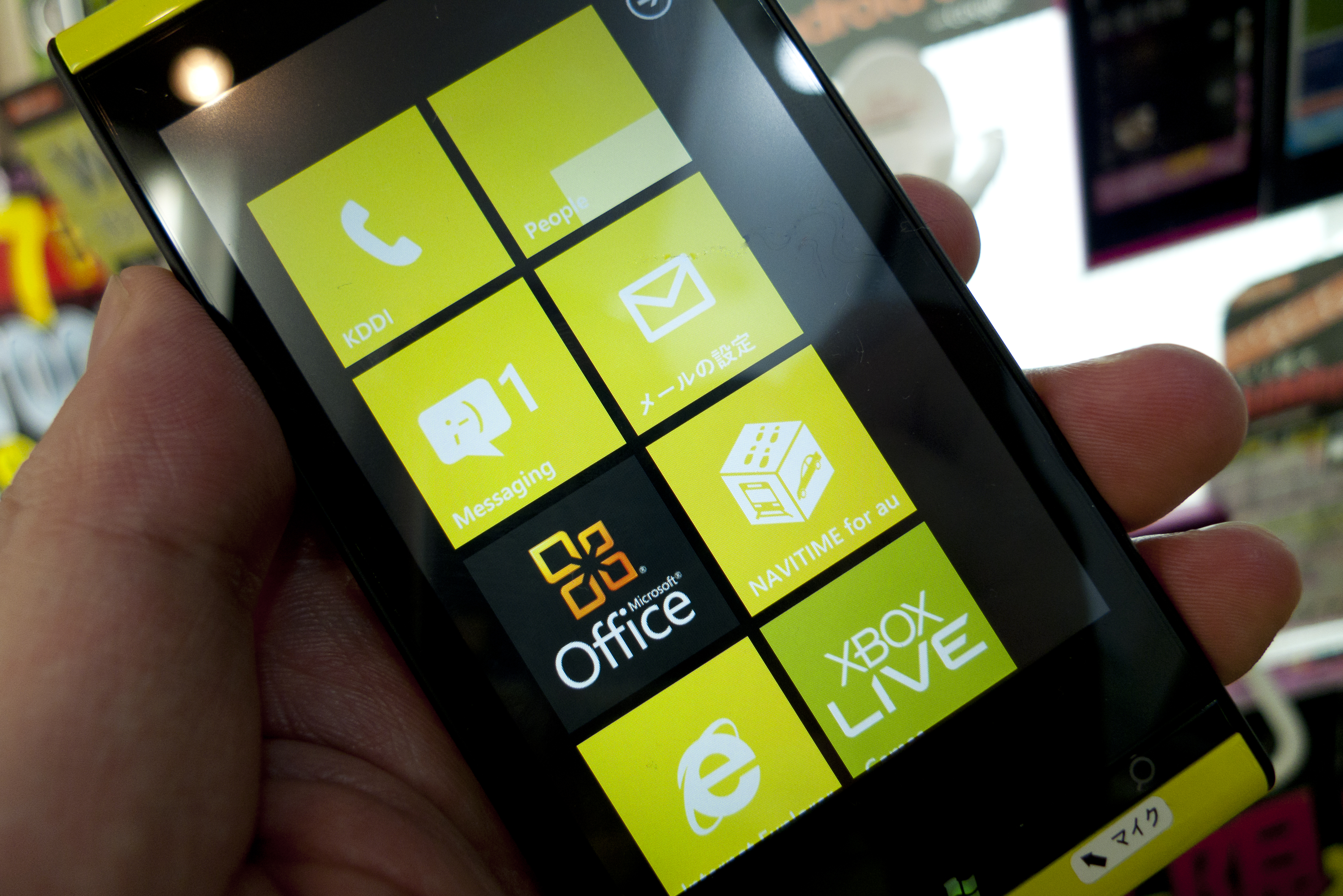
Fujitsu Toshiba IS12T Windows Phone

Följande enheter med Windows Phone har släpps från de olika tillverkarna:
Enheter med Windows Phone.0
- HTC 7 Pro – WP 7.0 - 1 GHz - 3.6" - 7,2/2,0 Mbps - 5 MP (LED) - 720p
- HTC 7 Trophy – WP 7.0 - 1 GHz - 3.8" - 7,2/2,0 Mbps - 5 MP (LED) - 720p
- HTC 7 Mozart – WP 7.0 - 1 GHz - 3.7" - 7,2/2,0 Mbps - 8 MP (Xenon) - 720p
- HTC HD 7 – WP 7.0 - 1 GHz - 4.3" - 7,2/2,0 Mbps - 5 MP (Dual LED) - 720p
- Samsung Omnia 7 (GT-i8700) - WP 7.0 - 1 GHz - 4.0" - 7,2/5,76 Mbps - 5 MP (LED) - 720p

Enheter med Windows Phone.5 ("Mango")
- HTC Radar – WP 7.5 - 1 GHz - 3.8" - 14,4/5,76 Mbps - 5 MP (LED) - 720p + Front-kamera
- HTC Titan – WP 7.5 - 1,5 GHz - 4.7" - 14,4/5,76 Mbps - 8 MP (Dual LED) - 720p + Front-kamera
- HTC Titan 2 (som Titan men med LTE och 16 MP-kamera) - annonserad januari 2012 (Windows Phone.5)
- Nokia Lumia 610, annonserad februari 2012 (Windows Phone.5 för 256 MB RAM)
- Nokia Lumia 710, annonserad oktober 2011 (Windows Phone.5)
- Nokia Lumia 800, annonserad oktober 2011 (Windows Phone.5)
- Nokia Lumia 900, annonserad januari 2012 (Windows Phone.5)
- Samsung Omnia W (GT-i8350) - WP 7.5 - 1,4 GHz - 3.7" - 14,4/5,76 Mbps - 5 MP (LED) - 720p

Enheter med Windows Phone 8.0
- HTC Windows Phone 8S – WP 8.0 - Dual Core 1,0 GHz - 4.0" - 5 MP (LED) - 720p, annonserad september 2012
- HTC Windows Phone 8X – WP 8.0 - Dual Core 1,5 GHz - 4.3" - 8 MP (LED) - 1080p + Front-kamera, annonserad september 2012
- Nokia Lumia 820, annonserad september 2012 (WP 8.0)
- Nokia Lumia 920, annonserad september 2012 (WP 8.0)
- Samsung Ativ S - WP 8.0 - Dual Core 1,5 GHz - 4.8" - 42/5,76 Mbps - 8 MP (LED) - 1080p, annonserad augusti 2012

Samsung
- Sverige: Omnia W (GT-I8350) & Omnia 7 (GT-I8700)
- USA: Focus S (SGH-I937), Focus Flash (SGH-I677) & Focus (SGH-I917)

## Mottagande

### Recensioner
Mottagandet av Windows Phone har generellt varit positivt, med vissa anmärkningar. ZDNet har prisat operativsystemet virtuella tangentbord och har även påpekat att skärmen har mycket bra precision och att mjukvaran för rättstavning är bra. Känsligheten i skärmens pekfunktion har blivit prisad av både Engadget, Gizmodo och ZDNet.
Mottagandet av ”Metro” och det generella gränssnittet för operativsystemet har också varit positivt och gränssnittet har fått positiv kritik för sitt utseende. ZDNet noterade att det hade ett originellt och nytt, fräscht utseende.  Engadget och ZDNet applåderar integrationen av Facebook i ”People Hub” och även andra inbyggda funktioner. 
Engadget fann att systemets största nackdel är att det saknas viss funktionalitet som finns i andra operativsystem för smartphones. Det mest uppenbara är bristen på multitask, en universell sökfunktion och en enad inbox för olika mail-konton. För vissa konsumenter skulle detta kunna vara avgörande nackdelar. Microsoft planerar dock att åtgärda många av dessa problem i en uppdatering kallad  Windows Phone.5 Mango som kommer att släppas under hösten 2011 och erbjudas till alla användare av Windows Phone gratis. Microsoft har avslöjat många av de funktioner som kommer att inkluderas i uppdateringen, bland annat tredjeparts multitasking, konversationsvyer för mailtrådar, förbättrade Office-applikationer, en HTML5 webbläsare, integrerad chatt via Facebook och Windows Live Messenger, nya sökfunktioner med Bing med mera.

## Marknadsandelar
Enligt Gartner såldes 3,6 miljoner telefoner som använder sig av ett mobilt operativsystem från Microsoft under det första kvartalet 2011, detta ger en marknadsandel på 3,6 %. Specifikt så såldes 1,6 miljoner enheter med Windows Phone, vilket ger en marknadsandel på 1,6 %.
Under maj 2016 kom Gartner med en ny rapport där man slog fast att andelen försålda enheter med Windows Mobile föll från 2,5 % under första kvartalet 2015, till 0,7 % under första kvartalet 2016. Enligt denna rapport har Apples iOS och Googles Android nu tillsammans 98,9 % av marknaden.